# 式守鬼一郎 (6代)
6代 式守 鬼一郎（ろくだい しきもり きいちろう、1974年7月17日 - ）は、大相撲の幕内格行司である。本名は和智 修（わち おさむ）。追手風部屋所属。血液型はA型。

## 人物
佐賀県佐賀市出身。中学卒業後の1990年5月場所で大鳴戸部屋から初土俵を踏んだ。1995年1月場所直前に大鳴戸部屋が閉鎖になったため桐山部屋に引き取られ、2011年1月場所後の同年1月27日に桐山部屋が閉鎖になったため追手風部屋に移籍した。
2006年3月1日付で十枚目格に昇進し、式守鬼一郎を襲名した。鬼一郎の名跡は約46年ぶりの復活になった。2018年12月25日付で幕内格に昇進した。
大坂相撲の流れを汲む朝日山部屋の分家である大鳴戸部屋出身である。

## 履歴
- 1990年5月場所 - 初土俵：木村修
- 1990年7月場所 - 序ノ口格として番付に初掲載。
- 1992年1月場所 - 序二段格昇進。式守修一郎に改名。
- 1993年1月場所 - 三段目格昇進。
- 1999年1月場所 - 幕下格昇進。
- 2002年3月場所 - 式守修に改名。
- 2004年3月場所 - 式守脩に改名。
- 2006年3月場所 - 十枚目格昇進。6代式守鬼一郎を襲名。
- 2019年1月場所 - 幕内格昇進。